# The McCoys
The McCoys foi um grupo de rock que começou em Union City, Indiana, Estados Unidos, em 1962.

## Carreira
Os membros originais, tudos de Union City, eram o guitarrista Richard Zehringer (mais tarde conhecido como Rick Derringer), seu irmão Randy na bateria e como baixista Dennis Kelly. Esta primeira formação era conhecida como The Z Rick Combo e mais tarde chamada Rick And The Raiders.
Quando Kelly foi para a faculdade, os Zehringers juntaram-se ao baixista Randy Jo Hobbs, ao saxofonista Sean Michaels e ao tecladista Ronnie Brandon. Esta formação tomou o nome de The McCoys. Brandon deixou o grupo em 1965 e foi substituído por Bobby Peterson nos teclados.
Uma de suas canções mais conhecidas é "Hang on Sloopy", que foi n#1 nos Estados Unidos na Billboard Hot 100 chart em Outubro de 1965 e é a música oficial de rock do estado de Ohio. As vendas americanas eram mais de um milhão de cópias. Outros sucessos incluem um Top 10 cover de " Fever "(Billboard # 7), e um Top 40 cover de Ritchie Valens '"Come On Let's Go" (Billboard # 21).
Um cover de " Sorrow ", lado B da sua versão de "Fever", foi um hit no Reino Unido para o Merseys e mais tarde foi cantada novamente por David Bowie.